# Station Avignon-Centre
Station Avignon Centre is een spoorwegstation in de Franse gemeente Avignon.